# Josef Kaspar
Josef Kaspar (* 13. März 1902 in Wien; † 28. April 1978 in St. Pölten) war ein österreichischer Politiker der Österreichischen Volkspartei (ÖVP).

## Ausbildung und Beruf
Nach dem Besuch der Volks- und Bürgerschule besuchte er eine Fachschule und Staatsgewerbeschule und erlernte den Beruf des Maurers und Bautechnikers. Später wurde er Landessekretär des Österreichischen Arbeiter- und Angestelltenbundes (ÖAAB) Niederösterreich.

## Politische Funktionen
- Mitglied des Gemeinderates der Stadt St. Pölten
- Mitglied des Landesparteipräsidiums der ÖVP Niederösterreich

## Politische Mandate
- 18. Mai 1961 bis 19. Oktober 1969: Mitglied des Bundesrates (IX., X. und XI. Gesetzgebungsperiode), ÖVP

## Sonstiges
Im Jahr 1938 musste Josef Kaspar eine politische Freiheitsstrafe verbüßen und war in Polizeihaft.